# Kim Seung-il (piłkarz)
Kim Seung-il (ur. 2 września 1945) – północnokoreański piłkarz występujący na pozycji napastnika. Uczestnik Mistrzostw Świata 1966.

## Kariera klubowa
Podczas angielskiego Mundialu Kim reprezentował barwy klubu Moranbong Pjongjang.

## Kariera reprezentacyjna
Kim Seung-il występował w reprezentacji Korei Północnej w latach sześćdziesiątych i siedemdziesiątych. W 1965 roku uczestniczył w zwycięskich meczach eliminacji Mistrzostw Świata 1966 z Australią. Rok później pojechał na finały Mistrzostw Świata, na których był pierwszym bramkarzem i wystąpił w dwóch spotkaniach z ZSRR i Chile.